# 水田坝镇
水田坝乡，是中华人民共和国湖南省湘西土家族苗族自治州龙山县下辖的一个乡镇级行政单位。

## 行政区划
水田坝乡下辖以下地区：
苗汉村、兴塔村、双联村、下比村、岩洞村、丰坪村、中湾村、西湖村、茶园村、飞翔村、堰塘村和仁和村。